# Oalex Anderson
Oalex Anderson (Barrouallie, 11 novembre 1995) è un calciatore sanvincentino, attaccante  del North Carolina e della nazionale sanvincentina.

## Carriera

### Club
Anderson ha iniziato la sua carriera calcistica in patria nel System 3 FC in cui ha trascorso tre anni nelle giovanili e uno in prima squadra. Dopo aver trascorso una stagione in prestito al Grenades FC, viene acquistato dai Seattle Sounders, militante in Major League Soccer. Il suo valore di mercato si aggira intorno ai 30000 €.
Il 31 agosto 2020 si accasa al Richmond Kickers, club militante nella terza serie statunitense, la USL League One. Il 4 ottobre esordisce subentrando negli ultimi venti minuti di gioco contro la squadra riserve del New England Revolution.

### Nazionale
Dal 2014 fa parte della nazionale, nella quale si è messo subito in mostra con 10 gol segnati in 20 presenze.

## Statistiche

### Cronologia presenze e reti in nazionale
| Cronologia completa delle presenze e delle reti in nazionale ― Saint Vincent e Grenadine | Cronologia completa delle presenze e delle reti in nazionale ― Saint Vincent e Grenadine | Cronologia completa delle presenze e delle reti in nazionale ― Saint Vincent e Grenadine | Cronologia completa delle presenze e delle reti in nazionale ― Saint Vincent e Grenadine | Cronologia completa delle presenze e delle reti in nazionale ― Saint Vincent e Grenadine | Cronologia completa delle presenze e delle reti in nazionale ― Saint Vincent e Grenadine | Cronologia completa delle presenze e delle reti in nazionale ― Saint Vincent e Grenadine | Cronologia completa delle presenze e delle reti in nazionale ― Saint Vincent e Grenadine |
| Data                                                                                     | Città                                                                                    | In casa                                                                                  | Risultato                                                                                | Ospiti                                                                                   | Competizione                                                                             | Reti                                                                                     | Note                                                                                     |
| ---------------------------------------------------------------------------------------- | ---------------------------------------------------------------------------------------- | ---------------------------------------------------------------------------------------- | ---------------------------------------------------------------------------------------- | ---------------------------------------------------------------------------------------- | ---------------------------------------------------------------------------------------- | ---------------------------------------------------------------------------------------- | ---------------------------------------------------------------------------------------- |
| 7-2-2014                                                                                 | Kingstown                                                                                | Saint Vincent e Grenadine                                                                | 3 – 2                                                                                    | Dominica                                                                                 | Amichevole                                                                               | -                                                                                        | 74’                                                                                      |
| 9-2-2014                                                                                 | Kingstown                                                                                | Saint Vincent e Grenadine                                                                | 0 – 0                                                                                    | Dominica                                                                                 | Amichevole                                                                               | -                                                                                        | 62’                                                                                      |
| 30-4-2014                                                                                | Roseau                                                                                   | Grenada                                                                                  | 0 – 0                                                                                    | Saint Vincent e Grenadine                                                                | Amichevole                                                                               | -                                                                                        |                                                                                          |
| 3-5-2014                                                                                 | Roseau                                                                                   | Dominica                                                                                 | 2 – 3                                                                                    | Saint Vincent e Grenadine                                                                | Amichevole                                                                               | 2                                                                                        |                                                                                          |
| 4-5-2014                                                                                 | Roseau                                                                                   | Saint Lucia                                                                              | 0 – 0                                                                                    | Saint Vincent e Grenadine                                                                | Amichevole                                                                               | -                                                                                        |                                                                                          |
| 3-9-2014                                                                                 | Saint John's                                                                             | Rep. Dominicana                                                                          | 0 – 1                                                                                    | Saint Vincent e Grenadine                                                                | Qualificazioni alla Coppa dei Caraibi 2014                                               | 1                                                                                        |                                                                                          |
| 5-9-2014                                                                                 | Saint John's                                                                             | Saint Vincent e Grenadine                                                                | 4 – 0                                                                                    | Anguilla                                                                                 | Qualificazioni alla Coppa dei Caraibi 2014                                               | 2                                                                                        |                                                                                          |
| 8-9-2014                                                                                 | Saint John's                                                                             | Antigua e Barbuda                                                                        | 2 – 1                                                                                    | Saint Vincent e Grenadine                                                                | Qualificazioni alla Coppa dei Caraibi 2014                                               | -                                                                                        |                                                                                          |
| 9-10-2014                                                                                | Les Abymes                                                                               | Guadalupa                                                                                | 3 – 1                                                                                    | Saint Vincent e Grenadine                                                                | Qualificazioni alla Coppa dei Caraibi 2014                                               | -                                                                                        |                                                                                          |
| 11-10-2014                                                                               | Les Abymes                                                                               | Saint Vincent e Grenadine                                                                | 1 – 0                                                                                    | Curaçao                                                                                  | Qualificazioni alla Coppa dei Caraibi 2014                                               | 1                                                                                        |                                                                                          |
| 13-10-2014                                                                               | Les Abymes                                                                               | Martinica                                                                                | 4 – 3                                                                                    | Saint Vincent e Grenadine                                                                | Qualificazioni alla Coppa dei Caraibi 2014                                               | 1                                                                                        |                                                                                          |
| 6-3-2015                                                                                 | Bridgetown                                                                               | Barbados                                                                                 | 3 – 1                                                                                    | Saint Vincent e Grenadine                                                                | Amichevole                                                                               | -                                                                                        | 63’                                                                                      |
| 8-3-2015                                                                                 | Bridgetown                                                                               | Barbados                                                                                 | 2 – 2                                                                                    | Saint Vincent e Grenadine                                                                | Amichevole                                                                               | -                                                                                        | 65’                                                                                      |
| 10-6-2015                                                                                | Kingstown                                                                                | Saint Vincent e Grenadine                                                                | 2 – 2                                                                                    | Guyana                                                                                   | Qual. Mondiali 2018                                                                      | -                                                                                        | 81’                                                                                      |
| 15-6-2015                                                                                | Georgetown                                                                               | Guyana                                                                                   | 4 – 4                                                                                    | Saint Vincent e Grenadine                                                                | Qual. Mondiali 2018                                                                      | 1                                                                                        | 87’                                                                                      |
| 28-8-2015                                                                                | Kingstown                                                                                | Saint Vincent e Grenadine                                                                | 2 – 2                                                                                    | Barbados                                                                                 | Amichevole                                                                               | -                                                                                        | 60’                                                                                      |
| 4-9-2015                                                                                 | Kingstown                                                                                | Saint Vincent e Grenadine                                                                | 2 – 0                                                                                    | Aruba                                                                                    | Qual. Mondiali 2018                                                                      | 1                                                                                        |                                                                                          |
| 9-9-2015                                                                                 | Oranjestad                                                                               | Aruba                                                                                    | 2 – 1                                                                                    | Saint Vincent e Grenadine                                                                | Qual. Mondiali 2018                                                                      | -                                                                                        | 90’                                                                                      |
| 14-11-2015                                                                               | Saint Louis                                                                              | Stati Uniti                                                                              | 6 – 1                                                                                    | Saint Vincent e Grenadine                                                                | Qual. Mondiali 2018                                                                      | 1                                                                                        |                                                                                          |
| 17-11-2015                                                                               | Kingstown                                                                                | Saint Vincent e Grenadine                                                                | 0 – 4                                                                                    | Guatemala                                                                                | Qual. Mondiali 2018                                                                      | -                                                                                        |                                                                                          |
| 25-3-2016                                                                                | Kingstown                                                                                | Saint Vincent e Grenadine                                                                | 2 – 3                                                                                    | Trinidad e Tobago                                                                        | Qual. Mondiali 2018                                                                      | -                                                                                        |                                                                                          |
| 30-3-2016                                                                                | Port of Spain                                                                            | Trinidad e Tobago                                                                        | 6 – 0                                                                                    | Saint Vincent e Grenadine                                                                | Qual. Mondiali 2018                                                                      | -                                                                                        |                                                                                          |
| 2-9-2016                                                                                 | Kingstown                                                                                | Saint Vincent e Grenadine                                                                | 0 – 6                                                                                    | Stati Uniti                                                                              | Qual. Mondiali 2018                                                                      | -                                                                                        |                                                                                          |
| 7-9-2016                                                                                 | Città del Guatemala                                                                      | Guatemala                                                                                | 9 – 3                                                                                    | Saint Vincent e Grenadine                                                                | Qual. Mondiali 2018                                                                      | 2                                                                                        | 63’                                                                                      |
| 6-9-2019                                                                                 | Managua                                                                                  | Nicaragua                                                                                | 1 – 1                                                                                    | Saint Vincent e Grenadine                                                                | CONCACAF Nations League 2019-2020 - Fase a gironi                                        | 1                                                                                        | 76’                                                                                      |
| 11-10-2019                                                                               | Kingstown                                                                                | Saint Vincent e Grenadine                                                                | 2 – 2                                                                                    | Suriname                                                                                 | CONCACAF Nations League 2019-2020 - Fase a gironi                                        | -                                                                                        | 86’                                                                                      |
| 15-10-2019                                                                               | Paramaribo                                                                               | Suriname                                                                                 | 0 – 1                                                                                    | Saint Vincent e Grenadine                                                                | CONCACAF Nations League 2019-2020 - Fase a gironi                                        | -                                                                                        | 76’                                                                                      |
| 15-11-2019                                                                               | Kingstown                                                                                | Saint Vincent e Grenadine                                                                | 1 – 0                                                                                    | Nicaragua                                                                                | CONCACAF Nations League 2019-2020 - Fase a gironi                                        | -                                                                                        | 62’                                                                                      |
| 25-3-2021                                                                                | Willemstad                                                                               | Curaçao                                                                                  | 5 – 0                                                                                    | Saint Vincent e Grenadine                                                                | Qual. Mondiali 2022                                                                      | -                                                                                        |                                                                                          |
| 31-3-2021                                                                                | Willemstad                                                                               | Saint Vincent e Grenadine                                                                | 3 – 0                                                                                    | Isole Vergini Britanniche                                                                | Qual. Mondiali 2022                                                                      | 1                                                                                        | 89’                                                                                      |
| 6-6-2022                                                                                 | Arnos Vale                                                                               | Saint Vincent e Grenadine                                                                | 2 – 2                                                                                    | Nicaragua                                                                                | CONCACAF Nations League 2022-2023 - Fase a gironi                                        | 1                                                                                        | 61’                                                                                      |
| 25-3-2023                                                                                | Managua                                                                                  | Nicaragua                                                                                | 4 – 1                                                                                    | Saint Vincent e Grenadine                                                                | CONCACAF Nations League 2022-2023 - 1º Turno                                             | -                                                                                        | 76’                                                                                      |
| 27-3-2023                                                                                | Kingstown                                                                                | Saint Vincent e Grenadine                                                                | 1 – 1                                                                                    | Bahamas                                                                                  | CONCACAF Nations League 2022-2023 - 1º Turno                                             | -                                                                                        | 87’                                                                                      |
| 12-9-2023                                                                                | Kingstown                                                                                | Saint Vincent e Grenadine                                                                | 4 – 3                                                                                    | Bermuda                                                                                  | CONCACAF Nations League 2023-2024 - 1º Turno                                             | 3                                                                                        | 43’ 83’                                                                                  |
| Totale                                                                                   |                                                                                          | Presenze                                                                                 | 34                                                                                       |                                                                                          | Reti                                                                                     | 18                                                                                       |                                                                                          |

## Palmarès

### Club

#### Competizioni nazionali
- Campionato MLS: 1

Seattle Sounders: 2016
- USL League One: 1

North Carolina: 2023